# Метт Кардона
Метью Бретт Кардона (англ. Matthew Brett Cardona, нар. 14 травня 1985 року) — американський реслер, відомий в першу чергу за виступами в WWE під ринговим ім'ям Зак Райдер (англ. Zack Ryder) з 2005 по 2020 роки. Разом зі своїм товаришем по команді Куртом Хоукінсом ставав командним чемпіоном WWE. Випускав в інтернеті своє шоу під назвою Z! True Long Island Story. Є першим в історії реслінгу Чемпіоном Інтернету. Нині виступає під дійсним (укороченим) ім'ям на рингах TNA, AEW, GCW, тощо.

## Z! True Long Island story
Кожного тижня Метт Кардона під своїм ринговим ім'ям випускає в Youtube своє шоу Z! True Long Island Story. Максимальна кількість переглядів епізодів на даний момент становить 500 000 переглядів, що є відносно невеликим результатом. Проте Райдер значно обійшов по популярності своїх колег по рингу. У їх числі відеоблог Курта Хоукинса і Денієля Брайана. Після запуску цього шоу Зак Райдер став «найпродажнішим» реслером WWE після зірок першого плану.

## Досягнення
- Deep South Wrestling
  - DSW Tag Team Championship (2 рази) з Брайаном Мажором
  - NYWC Tag Team Championship (2 рази) з Брайаном Мажором
  - OVW Southern Tag Team Championship (1 раз) з Брайаном Мажором
- Pro Wrestling Illustrated
  - PWI ставить його під № 13 серед 500 найкращих реслерів 2022 року
  - Інді-реслер 2022 і 2023 років
- World Wrestling Entertainment
  - Інтерконтинентальний чемпіон WWE (1 раз)
  - Чемпіон США WWE (1 раз)
  - Командний чемпіон WWE (2 рази) з Куртом Хуокінсом
  - Нагорода Слеммі в номінації «Найвідразливіша фраза» (2010)
  - WWE Internet Champion (титул вигадав сам Райдер)